# 양경석
양경석(梁慶錫, 1967년 6월 15일 ~ )은 대한민국 경기도의회 의원이다.

## 학력
- 평택한광고등학교 졸업
- 평택대학교 물류정보경영대학원 부동산경영관리학과 석사과정 재학중

## 경력
- 진위초등학교 운영위원장
- 진위면 주민자치위원회 간사
- 2006.07 ~ 2010.06: 제5대 경기도 평택시의회 의원
- 2010.07 ~ 2014.06: 제6대 경기도 평택시의회 의원
- 2014.07 ~ 2018.04: 제7대 경기도 평택시의회 의원
- 2018.07 ~ 2022.06: 제10대 경기도의회 의원

## 역대 선거 결과
|  | 15.61% |

|  | 26.5% |

|  | 38.52% |

|  | 54.87% |

|  | 45.59% |